# 압달로돈
압달로돈(학명: Abdalodon diastematicus 압달로돈 디아스테마티쿠스[*])은 페름기 후기에 살았던 키노돈트의 한 종류이다. 압달로돈은 카라소그나투스와 함께 카라소그나투스과를 구성한다.

## 어원
속명 압달로돈은 '압달라의 이빨'을 뜻한다. 압달라는 견치류의 진화를 밝혀내는데 중요한 역할을 한 '페르난도 압달라'의 이름에서 따온 것이다.

## 분류
유일한 압달로돈의 화석(두개골)은 처음에 '프로키노수쿠스 델라하르페'의 어린 개체로 알려졌지만 재조사 결과, 이 화석은 완전히 성장한 개체라는 것이 알려지면서 2016년 압달로돈이라는 새로운 속으로 분류되었다.

## 모습

### 두개골

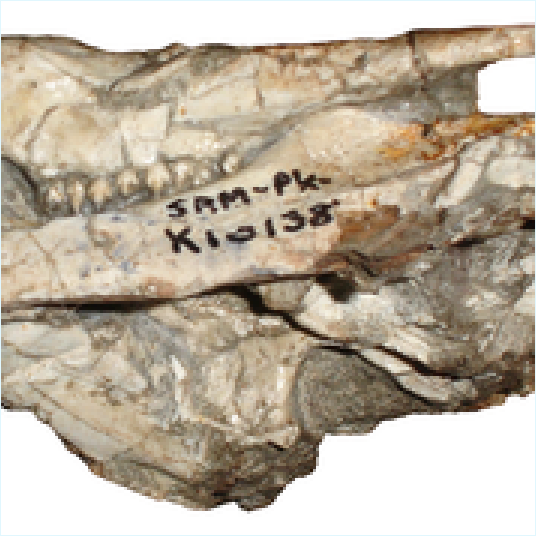
압달로돈 두개골의 왼쪽 모습

압달로돈의 유일한 화석은 불완전하고 으스러진 두개골로, 아래턱이 입천장에 막혀 있다.

## 같이 보기
- 반룡